# Pedro Cordero
Pedro Cordero (ur. 28 stycznia 1972) – hiszpański niepełnosprawny sportowiec, uprawiający boccię. Brązowy medalista paraolimpijski z Aten w 2004 roku i z Pekinu w 2008 roku.

## Medale Igrzysk Paraolimpijskich

### 2008
- - Boccia - zespoły - BC1-2

### 2004
- - Boccia - zespoły - BC1-2